# 회성동
회성동(檜城洞)은 경상남도 창원시 마산회원구의 법정동이자 행정동이며 행정동의 회성동은 법정동의 두척동, 회성동을 포괄하고 있다. 인근에 남해고속도로제1지선 서마산 나들목이 있다. 동쪽으로는 석전동과 합성동, 북서쪽으로는 내서읍에 접해있다.

## 개요
원래 창원군 내서면 회성리였으나, 1973년 행정구역 개편으로 인해 마산시에 편입되어 마산시 회성동이 되었다. 1990년부터 2001년 1월 1일 구 폐지 직전까지는 회원구에 속해있었다. 그러나 2010년 7월 1일 인근의 옛 창원시, 진해시와 통합한 새로운 창원시가 출범하면서 재차 마산회원구의 하위 행정구역으로 포함되었다.
2005년 경상남도 준혁신도시로 이 지역이 선정되어 주택공사등 3개 기관이 남해고속도로제1지선 맞은편에 위치한 현재의 마산교도소 부지로 이전하기로 되어있었으나, 이후 취소되었다. 그러나 마산교도소의 시외 이전 사업은 계속 추진되고 있으며, 이후 2009년 1월 29일에는 법조타운 건설 부지로 최종 확정되었다.
서마산 나들목이 회성동 남부 지역에 자리잡고 있으며, 북성로가 회성동 일대를 크게 가로지르고 있어 인근지역은 물론, 광역지역으로도 이동이 편리하여 도로교통이 발달해있다. 또한 주거지역도 북성로를 중심으로 발달해 있다.

## 법정동
- 회성동(檜城洞)
- 두척동(斗尺洞)

## 시설

### 교육 시설
- 합포여자중학교
- 내서초등학교

### 교통 시설
- 서마산 나들목
- 북성로